# Même heure, l'année prochaine (film, 1978)
Pour les articles homonymes, voir Même heure, l'année prochaine.
Pour plus de détails, voir Fiche technique et Distribution.
Même heure, l'année prochaine (Same Time, Next Year) est un film américain réalisé par Robert Mulligan, sorti en 1978.

## Synopsis
Deux jeunes, mariés chacun de son côté, se rencontrent et tombent amoureux l'un de l'autre. Ne voulant pas se perdre sans pour autant renoncer à leur mariage respectif, ils décident de se revoir chaque année, jusqu'à la fin de leurs jours.

## Fiche technique
- Titre : Même heure, l'année prochaine.
- Titre original : Same Time, Next Year.
- Réalisation : Robert Mulligan.
- Scénario : Bernard Slade d'après sa pièce éponyme.
- Production : Morton Gottlieb et Walter Mirisch.
- Musique : Marvin Hamlisch.
- Photographie : Robert Surtees.
- Montage : Sheldon Kahn (en).
- Costumes : Theadora Van Runkle.
- Pays d'origine : États-Unis.
- Format : couleurs - 1,85:1 - mono.
- Genre : comédie dramatique, romance.
- Durée : 119 minutes.
- Dates de sortie : 1978.
- Affiches : Bill Gold (États-Unis), Macario Gómez Quibus (Espagne)

## Distribution
- Ellen Burstyn : Doris.
- Alan Alda : George.
- Ivan Bonar : Chalmers.
- Bernie Kuby : garçon de restaurant.
- Cosmo Sardo : second garçon de restaurant.

## Récompenses

### Oscars 1979

#### Nominations
- Ellen Burstyn, meilleure actrice.
- Bernard Slade, meilleure adaptation.
- Robert Surtees, meilleure photographie.
- Marvin Hamlisch (musique), Alan Bergman & Marilyn Bergman (paroles), meilleure chanson originale pour The Last Time I Felt Like This.

### Golden Globes 1979

#### Gagnant
- Ellen Burstyn, meilleure actrice (comédie ou film musical - ex aequo avec Maggie Smith pour California Suite).

#### Nominations
- Alan Alda, meilleur acteur (comédie ou film musical).
- Marvin Hamlisch (musique), Alan Bergman & Marilyn Bergman (paroles), meilleure chanson originale pour The Last Time I Felt Like This.

### Writers Guild of America 1979

#### Nominations
Bernard Slade, meilleure adaptation.